# Кісточка (анатомія)
Кісточка, щи́колодка, також ґаджа́ла (лат. malleolus) — один із двох відростків, що беруть участь у формуванні гомілковостопного суглоба: латеральна кісточка (лат. lateral malleolus) — відходить від нижнього епіфіза малогомілкової кістки, а медіальна кісточка (лат. medial malleolus) — від нижнього епіфіза великогомілкової кістки.
Щи́колотком або щи́колодкою ще називають зчленування суглобів пальця; потовщений кінець суглоба.